# Pedro Peña Allén
Pedro Peña Allén (Tordehumos, Valladolid, 14 de desembre de 1925 − Madrid, 2 d'octubre de 2014) fou un actor espanyol.

## Biografia
Actor de trajectòria eminentment teatral, pujà per primera vegada a un escenari quan encara era un nen, el 1939. La seva carrera posterior es desenvolupà en el camp teatral, especialment a Barcelona, on es va mantenir 25 anys treballant en el Teatre Apol·lo.
Especialitzat al gènere de la comèdia, representà durant anys el paper d'actor còmic en desenes de representacions de Revista, essent, al costat de Luis Cuenca, un dels acompanyants habituals de la vedette Tania Doris els anys setanta.
A la fi de la dècada dels setanta, començà a col·laborar amb l'actriu Lina Morgan, al costat de la qual estrenà al Teatro La Latina de Madrid, l'obra Vaya par de gemelas (1981-1983) i Sí al amor (1983-1986), que es convertiren en dos dels majors èxits de taquilla del teatre espanyol del segle xx. També actuà durant aquesta època en Que viene mi marido (1980), de Carlos Arniches; Esto es un atraco (1982), al costat d'Antonio Garisa; i La tetera (1991), de Miguel Mihura. Posteriorment, l'any 1997, coincidí amb José Luis López Vázquez en Un par de chiflados, de Neil Simon.
Guanyà popularitat a partir de 1995 quan va obtenir el paper de Manolo Martín, el pare de Nacho (Emilio Aragón) en la sèrie de televisió Médico de familia, que aconseguí un rotund suport per part dels espectadors i es mantingué en pantalla fins a l'any 1995.
Entre 2002 i 2005 intervingué a la sèrie d'Antena 3 Un paso adelante com Antonio Milá. Seguidament es retirà, patint en l'última part de la seva vida la malaltia d'Alzheimer.

## Libretista a l'ombra
Pedro Peña Allén escrigué, en col·laboració al costat del seu amic, el també cèlebre  Luis Cuenca, nombrosos llibrets de les Revista Espanyola que es van estrenar sota la signatura de l'empresari teatral Matías Colsada. Reconegué l'autoria de molts altres llibrets, encara que sota el pseudònim d'Allen, el seu cognom matern.

## Premis
- Premi a la Millor Interpretació Masculina en la V Edició del Festival Internacional Digital El Sector 2011 per "Dolç".[4]